# Невеш (Сан-Томе и Принсипи)
Не́веш[уточнить] (порт. Neves) — третий по численности населения город Сан-Томе и Принсипи. Административный центр округа Лемба. Расположен на западном побережье острова Сан-Томе примерно в 30 км от столицы. Невеш — портовый город с развитой индустрией.

## Население
| Год       | 1991  | 2001  | 2005  | 2008  | 2010  | 2013  |
| Население | 5 919 | 6 635 | 7 392 | 7 176 | 7 341 | 7 635 |

## Города-побратимы
- Порту, Португалия[5]